# Corea del Sur en los Juegos Olímpicos de Turín 2006
Corea del Sur estuvo representada en los Juegos Olímpicos de Turín 2006 por un total de 40 deportistas, 26 hombres y 14 mujeres, que compitieron en 9 deportes.
El portador de la bandera en la ceremonia de apertura fue el patinador de velocidad Lee Bo-Ra.

## Medallistas
El equipo olímpico surcoreano obtuvo las siguientes medallas:
| Nombre                                                         | Deporte                              | Competición      |
| -------------------------------------------------------------- | ------------------------------------ | ---------------- |
| Oro                                                            |                                      |                  |
| Jin Sun-Yu                                                     | Patinaje de velocidad en pista corta | 1000 m F         |
| Jin Sun-Yu                                                     | Patinaje de velocidad en pista corta | 1500 m F         |
| Byun Chun-Sa Choi Eun-Kyung Jeon Da-Hye Jin Sun-Yu Kang Yun-Mi | Patinaje de velocidad en pista corta | Relevos 3000 m F |
| Viktor Ahn                                                     | Patinaje de velocidad en pista corta | 1000 m M         |
| Viktor Ahn                                                     | Patinaje de velocidad en pista corta | 1500 m M         |
| Viktor Ahn Lee Ho-Suk Seo Ho-Jin Song Suk-Woo                  | Patinaje de velocidad en pista corta | Relevos 5000 m M |
| Plata                                                          |                                      |                  |
| Choi Eun-Kyung                                                 | Patinaje de velocidad en pista corta | 1500 m F         |
| Lee Ho-Suk                                                     | Patinaje de velocidad en pista corta | 1000 m M         |
| Lee Ho-Suk                                                     | Patinaje de velocidad en pista corta | 1500 m M         |
| Bronce                                                         |                                      |                  |
| Lee Kang-Seok                                                  | Patinaje de velocidad                | 1500 m M         |
| Viktor Ahn                                                     | Patinaje de velocidad en pista corta | 1500 m M         |